# Конопацкая, Халина

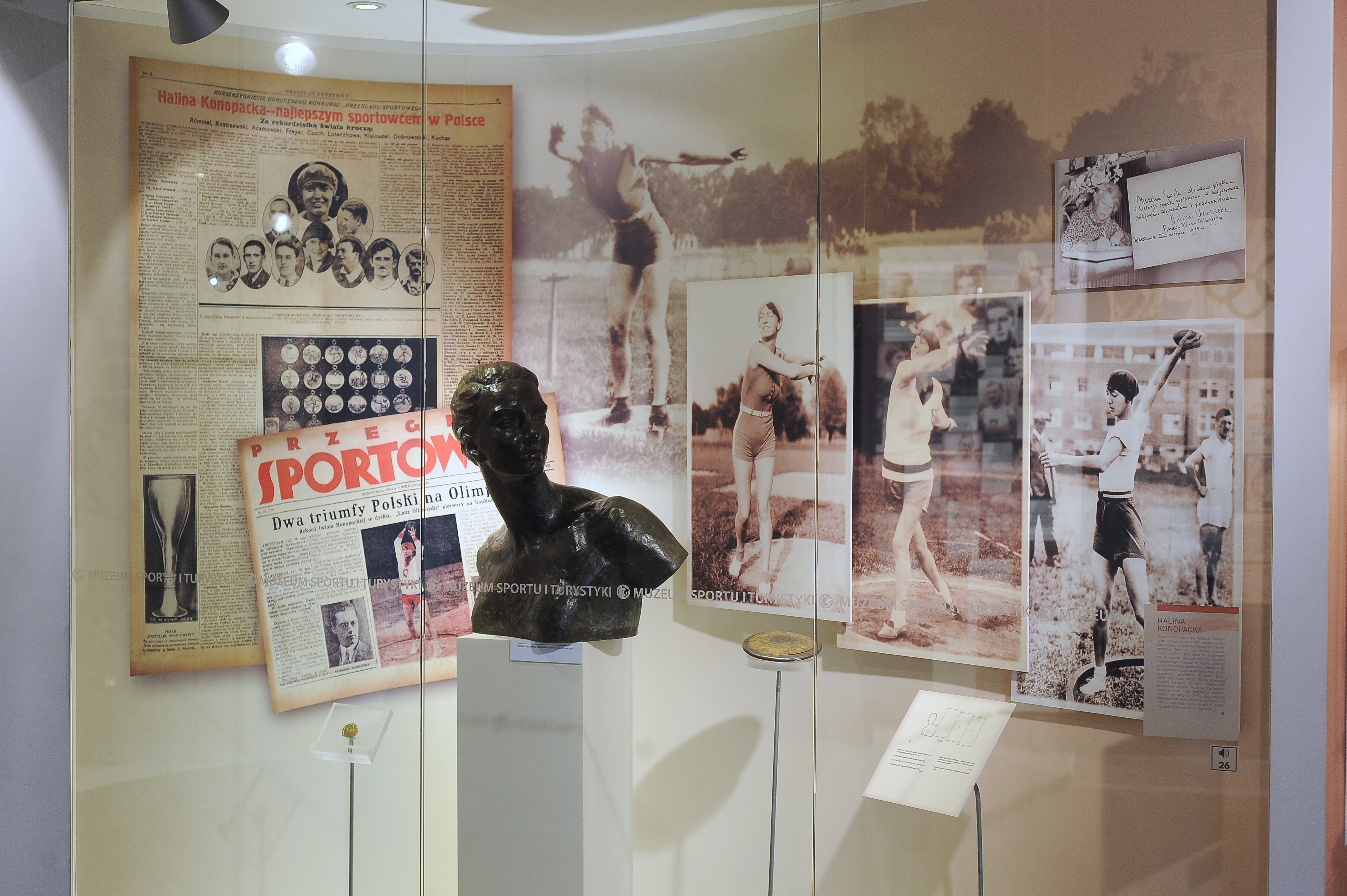
Стенд в варшавском Музее спорта и туризма, посвящённый Халине Конопацкой

Халина Конопацкая (Матушевская, Щербиньская) (пол. Halina Konopacka (Matuszewska, Szczerbińska); 26 февраля 1900, Рава-Мазовецкая — 28 января 1989, Дейтона-Бич) — польская легкоатлетка, чемпионка Игр IX Олимпиады в метании диска, первая олимпийская чемпионка в истории польского спорта.

## Биография
Халина Конопацкая родилась в городе Рава-Мазовецкая Петроковской губернии (ныне Лодзинское воеводство Польши) в татарской семье. В возрасте 8 лет вместе с семьёй переехала в Варшаву. Обучалась на филологическом факультете Варшавского университета. Проявила себя разносторонней спортсменкой, выступая за команды Студенческого спортивного союза в соревнованиях по лёгкой атлетике, теннису, плаванию, баскетболу, обладала навыками верховой езды и вождения автомобиля, была узнаваема и на горнолыжных склонах: в Татрах из-за приверженности спортсменки к красному цвету одежды появилось её прозвище Czerbieta (сокращение от пол. kobieta w czerwieni — «женщина в красном»).
В 1924 году французским тренером польских легкоатлеток Морисом Баке была определена специализация Конопацкой в лёгкой атлетике — метание диска. В том сезоне она выиграла в этой дисциплине первый титул чемпионки Польши с результатом 23,45 м. Летом 1926 года в Варшаве установила два новых мировых рекорда — 34,15 и 34,90, а в предолимпийском 1927 году обновила высшее мировое достижение, показав результат 39,18.
31 июля 1928 года на Играх IX Олимпиады в Амстердаме Халина Конопацкая выиграла золотую медаль: в квалификации её диск пролетел 39,17 м, а в финале — 39,62, что являлось новым мировым и олимпийским рекордом. Золотая медаль Халины Конопацкой стала первой высшей наградой в истории выступлений польских спортсменов на Олимпийских играх. Мировой рекорд Конопацкой продержался почти 4 года и был побит 15 мая 1932 года её соотечественницей Ядвигой Вайс.
В 1927 и 1928 годах Конопацкая признавалась лучшей спортсменкой года в Польше. В 1926 и 1930 годах становилась чемпионкой Всемирных женских игр в метании диска (с результатами 37,71 и 36,80 соответственно), в 1926 году также завоевала «бронзу» в толкании ядра массой 3,628 кг двумя руками (19,25). 26 раз становилась чемпионкой Польши, наибольшее количество золотых медалей выиграв в толкании ядра (1924—1928) и метании диска (1924—1928, 1930, 1931). В 1930-е годы показывала довольно высокие результаты в теннисе, выступая в миксте с Яном Малцужиньским и Чеславом Спыхалой, в 1937 году входила в десятку лучших теннисисток страны. В этот период Конопацкая была членом Совета Международной федерации женского спорта, играла важную роль в Олимпийском движении Польши, в качестве почётного гостя присутствовала на зимних и летних Олимпийских играх 1936 года.
Талант Халины Конопацкой нашёл выражение не только на спортивных аренах, но и в искусстве. Её стихи печатались на страницах польских литературных изданий, в 1929 году Конопацкая издала сборник «Однажды» (пол. Któregoś dnia), причём содействие в его выпуске оказал известный поэт и главный редактор газеты Przegląd Sportowу Казимеж Вежиньский, также выигравший на Олимпиаде в Амстердаме золотую медаль — в конкурсе по литературе за лирическое произведение «Олимпийский лавр» (пол. Laur Olimpijski).
С 20 декабря 1928 года Конопацкая была замужем за полковником Игнатием Матушевским. В сентябре 1939 года, после начала Второй мировой войны, участвовала в инициированной её мужем эвакуации польского золотого запаса и сама находилась за рулём одного из грузовиков, следовавших во Францию.
В 1940 году эмигрировала в США, после войны посещала Польшу только три раза. В период жизни в США занималась живописью, взяв себе творческий псевдоним Helen Georgie. В 1978 году, через 50 лет после победы на Олимпийских играх была награждена серебряной медалью ордена Заслуги Польской Народной Республики.
Умерла 28 января 1989 года в Дейтоне-Бич во Флориде. Урна с прахом Халины Конопацкой была перевезена в Варшаву и 18 октября 1990 года похоронена в семейной могиле на Брудновском кладбище.